# Мягрозеро
Мягрозеро — пресноводное озеро на территории Шуньгского сельского поселения Медвежьегорского района Республики Карелии Республики Карелии.

## Общие сведения
Площадь озера — 5 км², площадь водосборного бассейна — 17,6 км², располагается на высоте 63 метров над уровнем моря.
Котловина ледникового происхождения.
Форма озера продолговатая: оно более чем на шесть километров вытянуто с северо-запада на юго-восток. Берега каменисто-песчаные, преимущественно возвышенные.
В озеро впадают три ручья. Из северо-западной оконечности озера вытекает безымянная протока, впадающая в Нижнее Мягрозеро, из которого также вытекает безымянный водоток, впадающий, в свою очередь, в Ванчозеро, сток из которого происходит в Кефтеньгубу Онежского озера.
Острова на озере отсутствуют.
Рыба: щука, плотва, окунь, налим, ёрш.
Вдоль северо-восточного берега озера проходит просёлочная дорога.
Населённые пункты вблизи водоёма отсутствуют.
Код объекта в государственном водном реестре — 01040100611102000018671.